# Les Dominicains de Colmar
Les Dominicains de Colmar est une bibliothèque municipale publique française située à Colmar.

## Histoire
En 1951, elle s'installe dans l'ancien couvent des Dominicains.
En 2012, les collections de lecture publique sont transférées vers le tout nouveau Pôle Média-Culturel Edmond Gerrer. Au sein du réseau des bibliothèques colmariennes, la vocation patrimoniale du site historique, désormais dénommé "Bibliothèque des Dominicains", est renforcée.
En 2015, à la suite d'une étude de faisabilité menée en 2012, la ville de Colmar lance un grand projet de création d’un centre européen du livre et de l’illustration.
En 2016 le nom du projet est arrêté, les Dominicains de Colmar, et, après concours la maîtrise d’œuvre est attribuée au bureau d’architectes Stéfan Manciulescu. Les travaux se déroulent de 2018 à 2022 et l'inauguration a lieu le 25 juin de la même année.

## Patrimoine
Ses fonds contiennent environ 400 000 documents dont 1 200 manuscrits (le plus ancien date du VIIIe siècle), 2 300 incunables et près de 10 000 livres du XVIe siècle.
La bibliothèque possède une des trois seules Bible à 49 lignes existantes en France (une trentaine dans le monde), éditée en 1460 par Jean Mentel,.

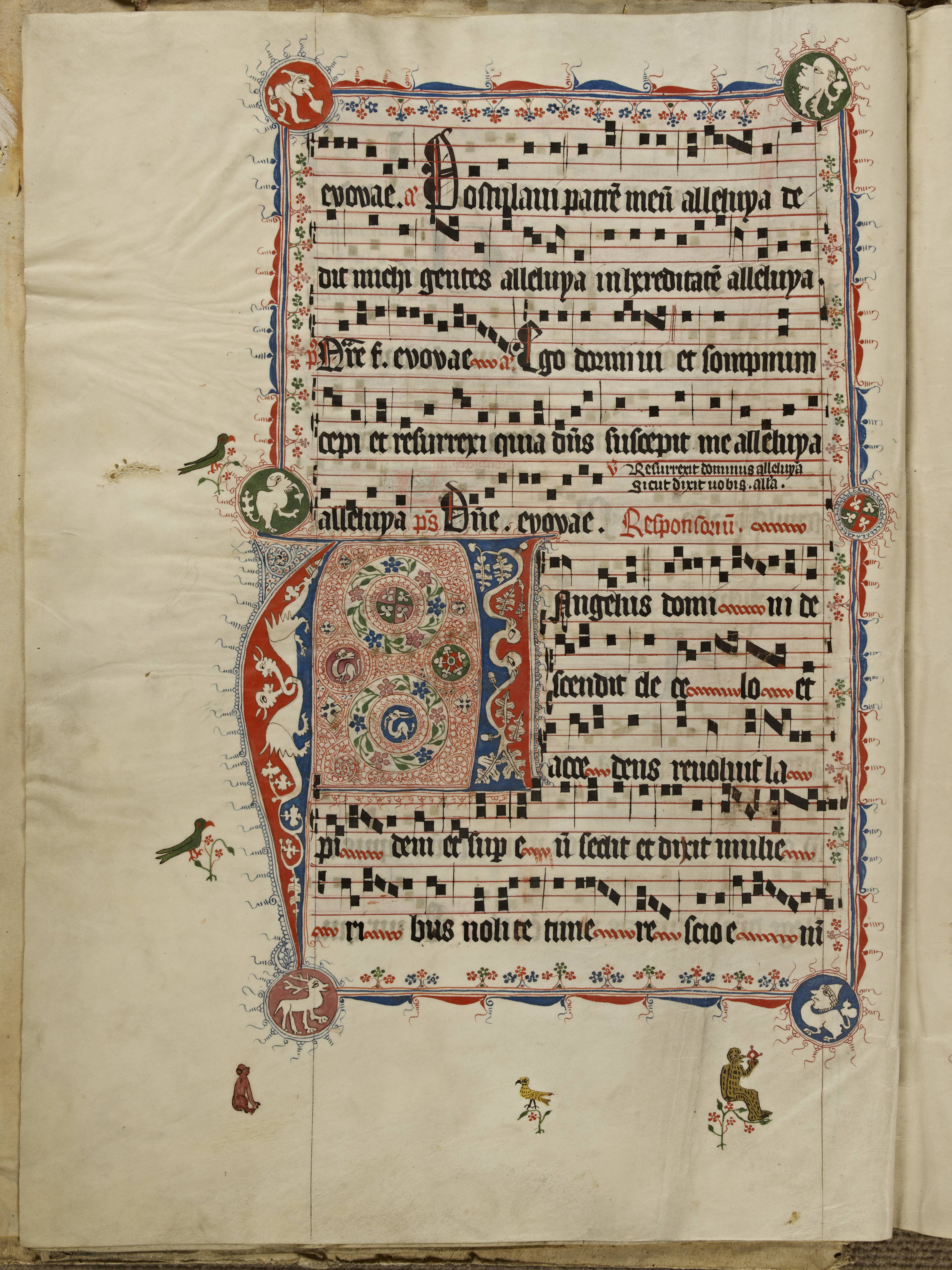
Antiphonaire du XIVe siècle.
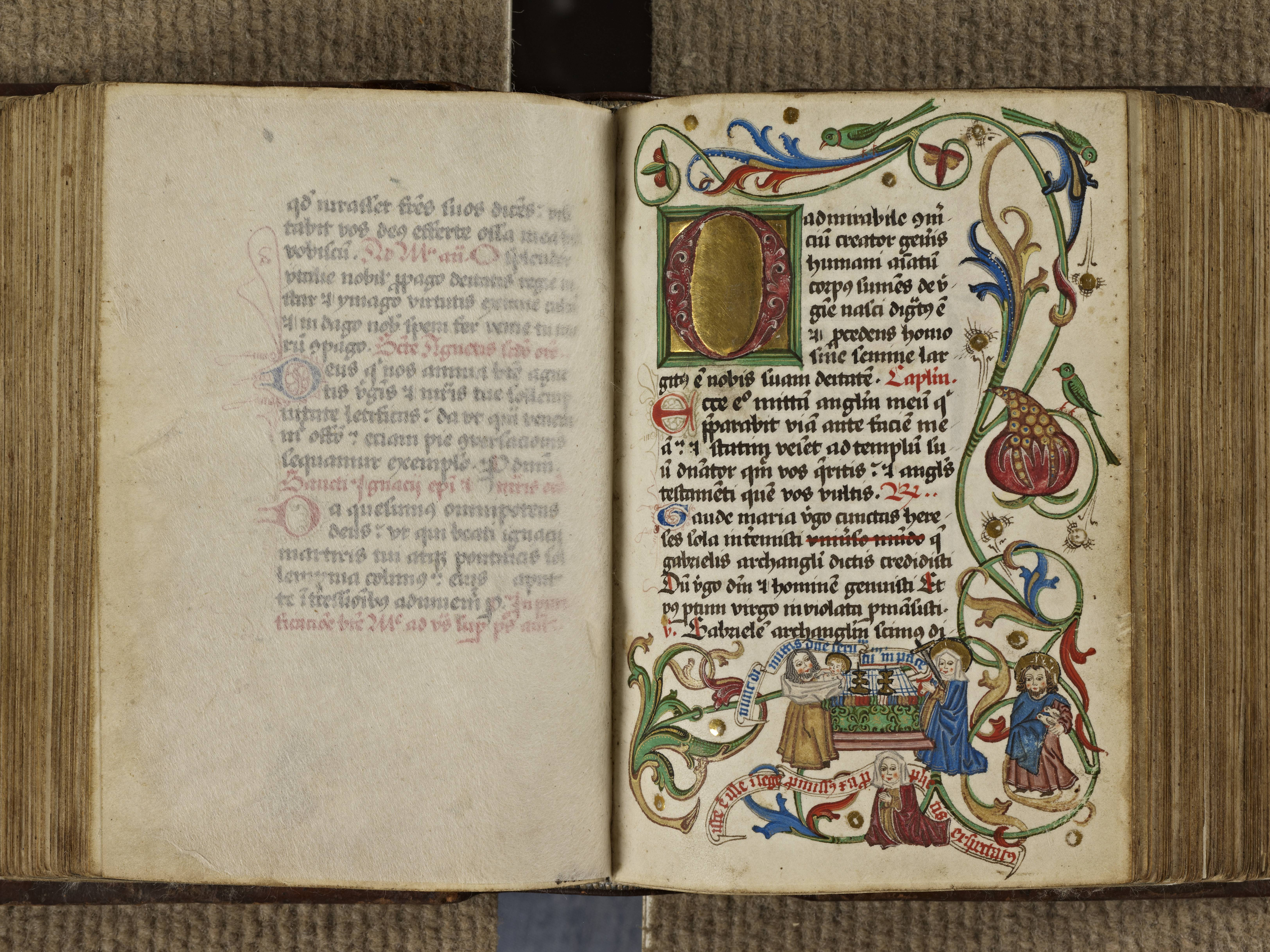
Bréviaire du XVe siècle.
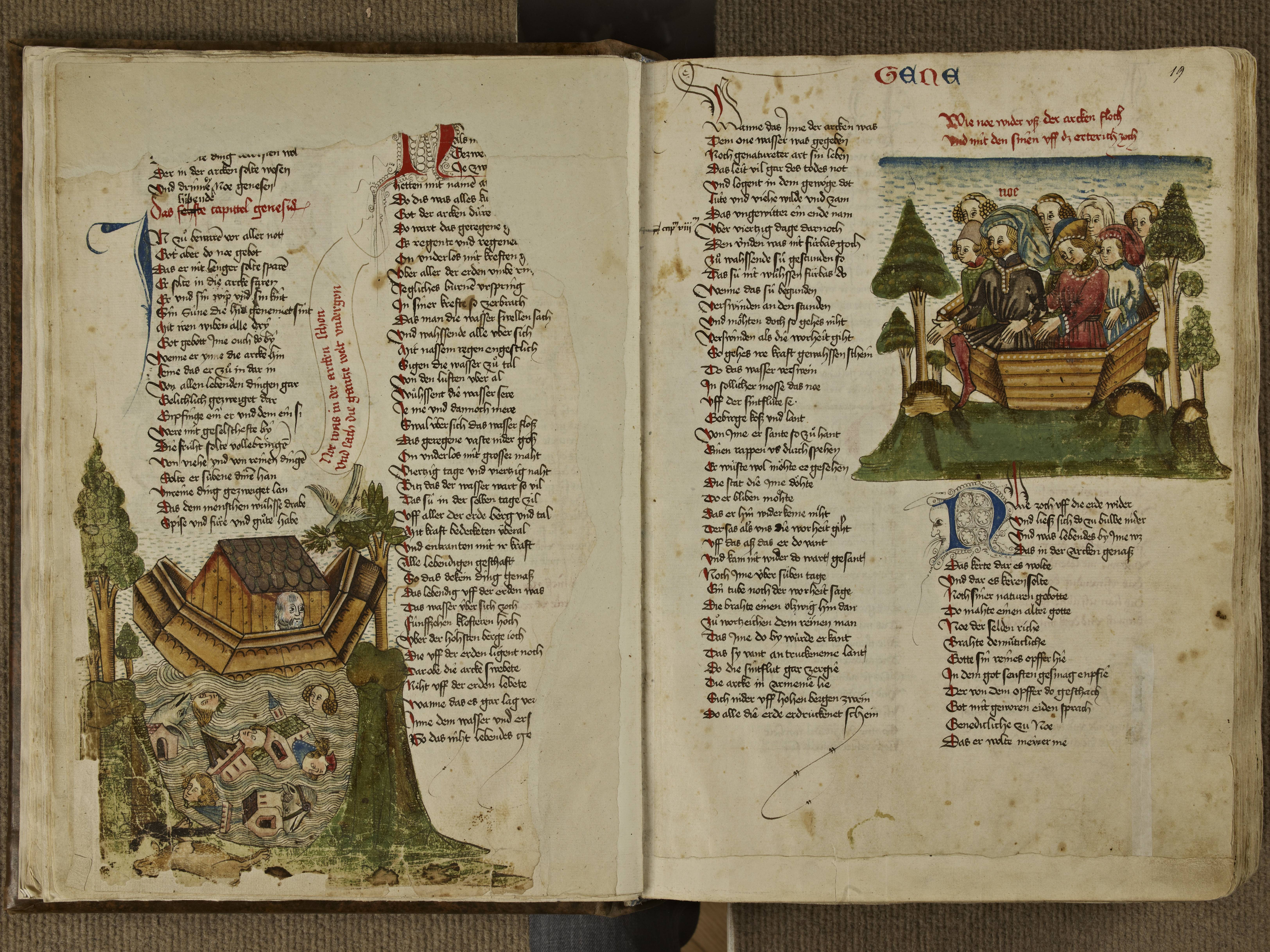
Weltchronik de Rodolphe d'Ems, publié au XVe siècle.
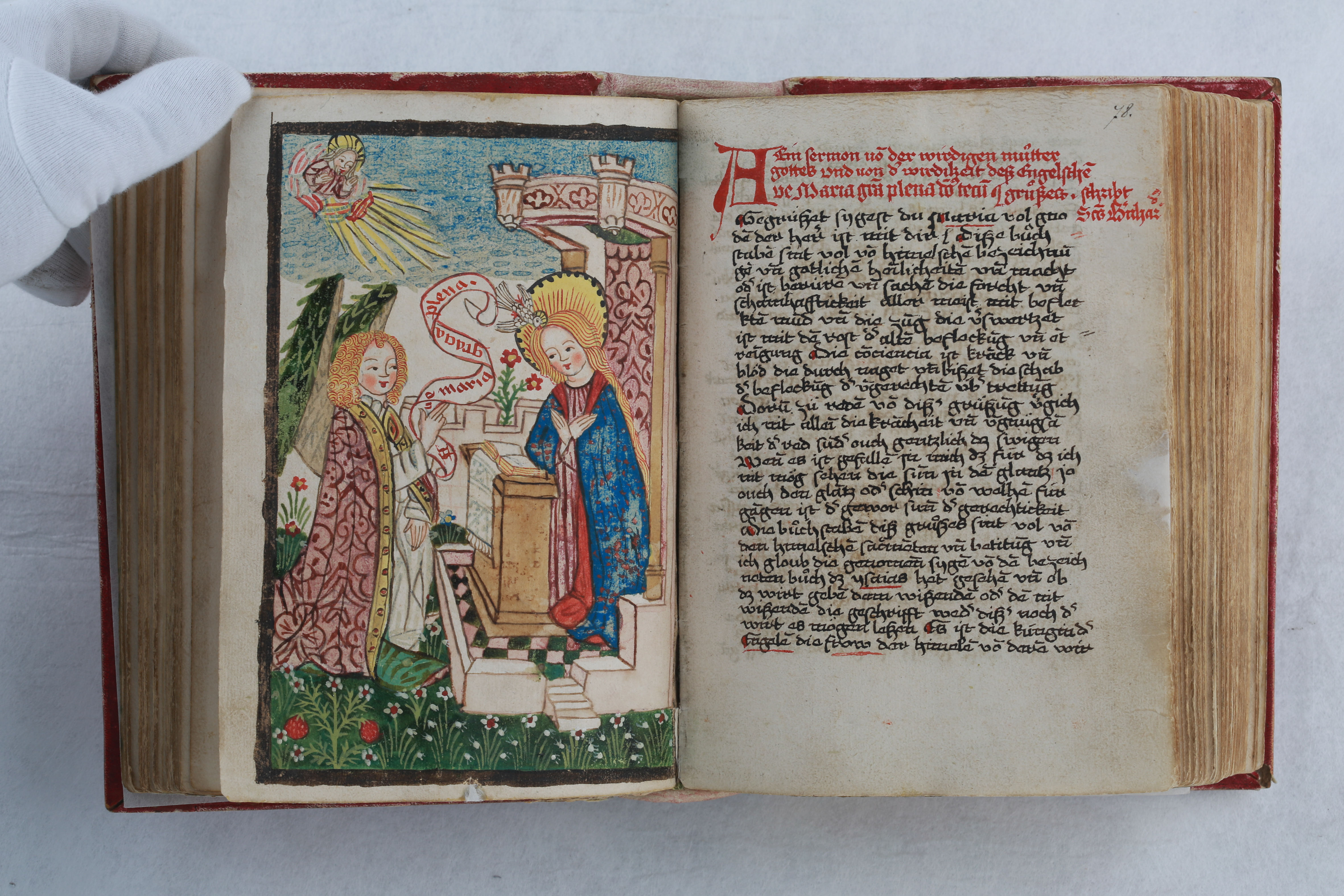
manuscrit 717-2 Recueil des vies de saints, du début du XVIe siècle, appartenant à Dorotea von Kippenheim,  sœur du couvent des Unterlinden, écrit et copié à Colmar